# Alice im Wunderland (1951)
Alice im Wunderland (Originaltitel: Alice in Wonderland) ist der 13. abendfüllende Zeichentrickfilm der Walt-Disney-Studios und erschien im Jahr 1951. Der Film, dessen Weltpremiere am 28. Juli 1951 stattfand, basiert auf Lewis Carrolls Werken Alice im Wunderland (Alice’s Adventures in Wonderland) und Alice hinter den Spiegeln (Through the Looking-Glass). Er floppte bei seiner Uraufführung und soll auch von Walt Disney selbst verschmäht worden sein.

## Handlung
Alice langweilt sich, während ihre große Schwester ihr aus einem Geschichtsbuch vorliest. Das Mädchen spielt lieber mit ihrem kleinen Kätzchen und stellt sich vor, wie es wäre, in einer Welt mit anderen Regeln zu leben. Schließlich begegnet Alice einem weißen, sprechenden Kaninchen mit einer großen Taschenuhr, das es sehr eilig hat (es sagt nämlich: „Ich komme viel zu spät …“). Sie folgt ihm in seinen Bau und fällt durch einen seltsamen senkrechten Tunnel, auf dessen Grund ein Raum mitsamt sprechendem Türknauf ist. Dieser möchte Alice nicht durch die Tür lassen. Nach einigen Diskussionen über „zu groß“ und „zu klein“ (Alice verändert mit Hilfe verschiedener Mittel ihre Größe, z. B. nach dem Trinken schrumpft sie) gerät sie an einem Strand in eine Konferenz von Tieren. Auf dem Festland trifft sie schließlich die Zwillinge Diedeldei und Diedeldum, die ihr „die Geschichte vom Walross und dem Zimmermann“ erzählen. Alice irrt nach der Erzählung weiter durch das Wunderland, nach wie vor auf der Suche nach dem Kaninchen. So trifft sie unter anderem auf die Grinsekatze und eine Raupe, die Wasserpfeife raucht. Auf ihrer weiteren Reise wird das Mädchen zum Riesen, begegnet singenden Blumen und nimmt an der Teeparty des Märzhasen und des verrückten Hutmachers teil. Dort trifft sie auch das weiße Kaninchen wieder. Nachdem sie abermals nicht mit ihm sprechen kann, beschließt Alice, nach Hause zu gehen. Dabei verirrt sie sich in einem seltsamen Wald. Nachdem sich die kuriosen Waldgeschöpfe durch ihre Trauer, nicht wieder heimzufinden, auflösen, führt die Grinsekatze Alice zur Herzkönigin. Diese ist sehr jähzornig und befiehlt innerhalb kürzester Zeit mehrere Enthauptungen. Auch Alice soll nach einer Runde Crocket, mit Flamingos als Schlägern, enthauptet werden und steht vor Gericht. Sie flieht und gelangt wieder zu der Tür mit dem sprechenden Türknauf. Sie bekommt sie zwar nicht auf, sieht sich selbst aber durch das Schlüsselloch schlafend unter einem Baum. Der Film endet damit, dass sie dort aufwacht, geweckt durch die eigene Schwester.

## Produktionsgeschichte
Walt Disney war schon früh von der Geschichte um Alice, die in ein kurioses Wunderland gerät, fasziniert. Nachdem er mit den Alice Comedies eine Reihe von Kurzfilmen machte, plante Disney in den 30er und 40er Jahren einen abendfüllenden Film auf Grundlage des Lewis-Carroll-Klassikers.
Es brauchte jedoch drei Anläufe, bis man sich entschied, den Film als reinen Zeichentrickfilm zu drehen. Zuvor plante man ihn, ähnlich den Alice Comedies, als Mischfilm. 1933 war Mary Pickford für die Rolle von Alice im Gespräch, 1945 kündigte man offiziell an, dass Ginger Rogers der Star werden sollte. Ein Jahr später plante man den Film als Vehikel für seinen neuen, noch jungen Star Luana Patten aus Onkel Remus’ Wunderland.
Noch im selben Jahr entschied man sich schließlich dazu, ein rein animiertes Musical aus der Vorlage zu machen, wobei die Originalillustrationen von Sir John Tenniel den Stil sehr beeinflussen sollten. Doch während der Vorproduktion bemerkte man, dass es unmöglich wäre, diese Illustrationen in bewegte Bilder umzusetzen, und selbst wenn man es schaffen würde, wäre es nicht das, was man von Disney erwartete. So begann man die Figuren etwas freier zu interpretieren. Das Farb- und Konzeptdesign wurde von Mary Blair entworfen.
Während vor dem Zweiten Weltkrieg und der durch ihn resultierenden Produktionsverzögerung noch ausschließlich das Buch Alice’s Adventures in Wonderland als Vorlage dienen sollte, entschied sich Walt Disney nach dem Krieg, Figuren aus beiden Alice-Büchern zu verwenden. Für den Film ließ Disney zwischen 30 und 40 Songs schreiben, wovon zwei Drittel abgelehnt wurden. Die meisten verschwanden in den Archiven, andere wurden mit neuen Texten wiederverwendet, etwa in Peter Pan. Da Disney mit den Liedern teils unzufrieden war, zog er Oliver Wallace und Frank Churchill zu Rate. Da auch diese keine sogenannten „Novelty Songs“ schreiben konnten, wurde schließlich die Tin Pan Alley, die an Cinderella mitarbeitete, in die Arbeit mit eingebunden.
Während der Produktion, für die zum ersten Mal seit den 1940er Jahren auch wieder ein Spielfilm als Zeichenvorlage gedreht wurde, entbrannte laut Ward Kimball ein Wettstreit zwischen den einzelnen Regisseuren, wer die verrückteste und größte Szene im Film vorzuweisen hatte. Dies sei auf Kosten der kreativen Gesamtqualität gegangen und habe letztendlich den Misserfolg des Films begründet.

## Synchronisation
| Rolle              | Originalsprecher  | Deutscher Sprecher  |
| ------------------ | ----------------- | ------------------- |
| Alice              | Kathryn Beaumont  | Renate Kanthack     |
| Herzkönigin        | Verna Felton      | Erna Haffner        |
| Weißes Kaninchen   | Bill Thompson     | Clemens Hasse       |
| Grinsekatze        | Sterling Holloway | Ernst Konstantin    |
| Hutmacher          | Ed Wynn           | Wolfgang Kieling    |
| Märzhase           | Jerry Colonna     | Erwin Biegel        |
| Raupe              | Richard Haydn     | Alfred Balthoff     |
| Tweedle Dee        | J. Pat O’Malley   | Werner Stock        |
| Tweedle Dum        | J. Pat O’Malley   | Hugo Schrader       |
| Walross            | J. Pat O’Malley   | Victor Janson       |
| Zimmermann         | J. Pat O’Malley   | Erwin Biegel        |
| Dodo               | Bill Thompson     | Armin Münch         |
| Türknauf           | Joseph Kearns     | Erich Fiedler       |
| Herzkönig          | Dink Trout        | Erich Kestin        |
| Rose               | Doris Lloyd       | Anneliese Würtz     |
| Alices Schwester   | Heather Angel     | Eva Ingeborg Scholz |
| Taube              | Queenie Leonhard  | Alice Treff         |
| Bill, die Eidechse | Larry Grey        | Wolfgang Spier      |
| Flamingos          | Pinto Colvig      | Pinto Colvig        |

## Rezeption
- „Kommerziell ein Misserfolg, war der turbulente, tricktechnisch virtuose Film lange Jahre einer der unterschätzten Langfilme des Disney-Studios. Ohne falsche Pietät gab man den ursprünglichen Plan, die Original-Illustrationen des Buches zu animieren, auf und verwirklichte eine originäre Neuschöpfung. Dem chaotischen Nonsense-Humor Carrolls entspricht ein berauschendes Feuerwerk an Farben. Mit Alice taucht man in ein Labyrinth der verrücktesten Erzählungen, immer neue Figuren entspringen dem Einfallsreichtum der Animatoren. Höhepunkte sind die „verrückte Teeparty“ und das Ballett der Spielkarten.“ – „Lexikon des internationalen Films“ (CD-ROM-Ausgabe), Systhema, München 1997.
- „[…] eine tricktechnisch überzeugende, vor Einfällen sprudelnde Kindergeschichte auch für Erwachsene.“ (Wertung: 2½ Sterne = überdurchschnittlich) – Adolf Heinzlmeier und Berndt Schulz in: Lexikon „Filme im Fernsehen“. (Erweiterte Neuausgabe). Rasch und Röhring, Hamburg 1990, ISBN 3-89136-392-3, S. 28.
- „Das Märchen ist geschickt, einfallsreich und ergötzlich in ein lebendiges Bilderbuch umgesetzt. Obschon ganz hübsch, nicht in die Seele dringend.“ – 6000 Filme. Kritische Notizen aus den Kinojahren 1945 bis 1958. Handbuch V der katholischen Filmkritik, 3. Auflage, Verlag Haus Altenberg, Düsseldorf 1963, S. 16.
- Zur Oscarverleihung 1952 wurde Oliver Wallace in der Kategorie Beste Filmmusik nominiert.
- 2010 wurde die literarische Vorlage von Disney unter Regie von Tim Burton als Realfilm neu aufgelegt. In den Hauptrollen waren unter anderem Mia Wasikowska als Titelrolle Alice, Johnny Depp als Verrückter Hutmacher und Helena Bonham Carter als Rote Königin zu sehen. Mit Einnahmen von über eine Milliarde Dollar wurde dieser Film, anders als die Zeichentrickversion, ein voller Erfolg.

## Veröffentlichungen
Kino
- Deutschland: 17. Dezember 1952
- Österreich: 4. Dezember 1953

VHS
- Alice im Wunderland. Buena Vista Home Video GmbH. FSK: 6.

DVD
- Alice im Wunderland – Walt Disney Meisterwerke, 1999.
- Alice im Wunderland. Special Collection. Erstauflage. 12. Juni 2003.[2]
- Alice im Wunderland. Special Collection. Neuauflage. 2005.
- Alice im Wunderland. Special Collection. Zum 60. Jubiläum. Walt Disney Studios Home Entertainment. 10. März 2011.[3]
- Disney Classics 12: Alice im Wunderland. Walt Disney Studios Home Entertainment. 18. Januar 2018.

Blu-ray Disc
- Alice im Wunderland. Zum 60. Jubiläum. Walt Disney Studios Home Entertainment. 10. März 2011.[4]
- Disney Classics 12: Alice im Wunderland. Walt Disney Studios Home Entertainment. 18. Januar 2018.[5]

Anmerkung: Auf den DVD-Ausgaben von 2003 und 2005 war die deutsche Fassung des Titelliedes im Vorspann nicht enthalten.